# ハビ・マルティネス
ハビ・マルティネス（Javi Martínez）ことハビエル・マルティネス・アギナガ（Javier Martínez Aguinaga, 1988年9月2日 - ）は、スペイン・ナバーラ州エステーリャ出身のサッカー選手。カタール・スターズリーグ・カタールSC所属。ポジションはミッドフィールダー、ディフェンダー。元スペイン代表。

## クラブ経歴
ナバーラ州のエステーリャ出身であり、州最大のクラブCAオサスナの下部組織に入団したが、Bチームに所属していた2006年にまだトップチームデビューを果たしていなかったにもかかわらず、600万ユーロ（約9億円）という高額の移籍金でアスレティック・ビルバオと6年契約を交わした。移籍してすぐにレギュラーの座を掴み、12月16日のデポルティーボ・ラ・コルーニャ戦(2-0)ではアウェーで2得点を決めた。デビューシーズンの2006-07シーズンはリーグ戦35試合に出場して3得点を決めた。2007-08シーズン、2008-09シーズンもレギュラーとしてプレーし、2008-09シーズンにはコパ・デル・レイで決勝に進出した。移籍当初から2400万ユーロと高額な違約金が設定されたが、2008年の契約延長の際に3600万ユーロまで引き上げられた。

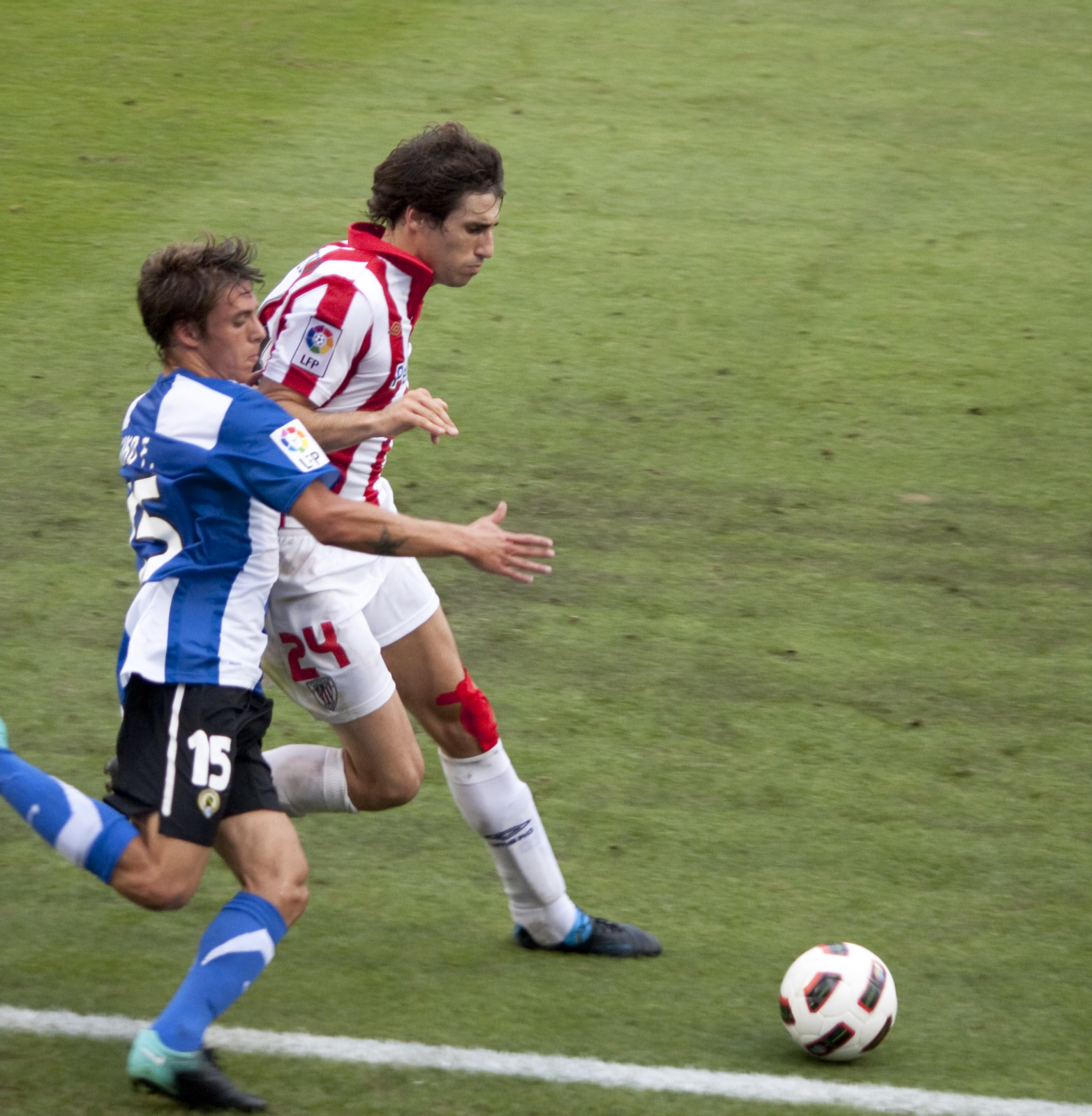
キコとハビ・マルティネス

2009年夏の移籍市場では、プレミアリーグのリヴァプールFCがシャビ・アロンソの代役として獲得を狙っていると噂され、マンチェスター・シティFCからの関心も報道された。2009-10シーズンは公式戦46試合に出場して9得点を挙げた。リーグ戦では自己最多の6得点を記録し、UEFAヨーロッパリーグでは7試合に出場した。2011-12シーズンには、新監督マルセロ・ビエルサのもとセンターバックのレギュラーとしてプレーした。
2012-13シーズン、8月29日にFCバイエルン・ミュンヘンに完全移籍した。移籍金は4000万ユーロに上り、ブンデスリーガの史上最高額を更新した。誕生日でもある9月2日のVfBシュトゥットガルト戦で公式戦デビューを飾ると、ユップ・ハインケス監督に「大当たり」とコメントされる活躍を見せた。11月24日のハノーファー96戦で移籍後初ゴールを決めた。チャンピオンズリーグ決勝のドルトムント戦でも先発フル出場して自身初の同大会優勝を飾った。バスティアン・シュヴァインシュタイガーとボランチのコンビを組み、バイエルンの安定した守備に貢献して3冠を達成した。2013-14シーズン、UEFAスーパーカップのチェルシー戦で決勝ゴールを決めて優勝に貢献した。2015年12月18日にバイエルン・ミュンヘンとの契約を2021年まで延長したことを発表した。 2019-20シーズンのCL決勝のPSG戦では出場機会は無かったが、ベンチ入りし、自身2度目の同大会優勝を果たした。2020-21シーズン、移籍が報じられる中、UEFAスーパーカップのセビージャFC戦では決勝ゴールを決め、タイトル獲得に貢献。2021年5月4日、2020-21シーズン終了後にバイエルンを退団することが発表された。2021年6月20日、カタールSCへフリーで加入した。

## 代表経歴
世代別代表
2007年にはU-19スペイン代表としてUEFA U-19欧州選手権に出場し、GKセルヒオ・アセンホや自身と同じくアスレティック・ビルバオの下部組織出身のDFミケル・サン・ホセなどとともに戦った。グループリーグを1位で通過し、決勝トーナメントではU-19フランス代表やU-19ギリシャ代表を下して優勝した。19歳の時にU-21スペイン代表に初招集され、2009年にスウェーデンで開催されたUEFA U-21欧州選手権に出場したが、U-21イングランド代表やU-21ドイツ代表と同組となったグループリーグで敗退したが、2011年にデンマークで開催された、U-21欧州選手権に主将として再度出場し、優勝を果たした。
A代表
2010年5月20日、それまでスペイン代表未招集だったにもかかわらず、ビセンテ・デル・ボスケ監督によって2010 FIFAワールドカップに出場するメンバー23人に選ばれた。5月29日、オーストリアのインスブルックで行われたサウジアラビアとの親善試合(3-2)で、81分にシャビ・エルナンデスとの交代で途中出場し、スペインA代表デビューを果たした。6月3日、韓国との親善試合(1-0)では先発出場して80分までプレーした。2010 FIFAワールドカップ本大会では、グループリーグのチリ戦(2-1)でシャビ・アロンソが負傷したために途中出場し、20分間プレーした。それ以降は出場機会がなかったが、スペイン代表は初優勝を果たした。2012年のEURO2012ではグループリーグのアイルランド戦のみの出場となったが、優勝を果たした。
FIFAコンフェデレーションズカップ2013では準決勝のイタリア戦でフェルナンド・トーレスとの交代でピッチに立ち、センターフォワードとしてプレーした。2014年ワールドカップブラジル大会ではグループリーグ第2戦のチリ戦で先発フル出場したが、0-2と破れ、グループリーグ敗退が決まった。

## 家族
兄のアルバロ・マルティネスはディフェンダーとしてプレーするサッカー選手であり、SDエイバルなどでプレーしている。

## エピソード
プロテニス選手のアレクサンダー・ズベレフと交流があり、2019年の全米オープンのウォーミングアップにズベレフはマルティネスのユニフォームを着用した。また、ズベレフはトーマス・ミュラーやマッツ・フンメルスとも親しい仲である。

## 個人成績
| クラブ                   | シーズン | リーグ         | リーグ戦 | リーグ戦 | カップ戦 | カップ戦 | 国際大会 | 国際大会 | その他 | その他 | 合計 | 合計 |
| クラブ                   | シーズン | リーグ         | 出場     | 得点     | 出場     | 得点     | 出場     | 得点     | 出場   | 得点   | 出場 | 得点 |
| ------------------------ | -------- | -------------- | -------- | -------- | -------- | -------- | -------- | -------- | ------ | ------ | ---- | ---- |
| アスレティック・ビルバオ | 2006-07  | プリメーラ     | 35       | 3        | 1        | 0        | -        | -        | 0      | 0      | 36   | 3    |
| アスレティック・ビルバオ | 2007-08  | プリメーラ     | 34       | 0        | 2        | 0        | -        | -        | 0      | 0      | 36   | 0    |
| アスレティック・ビルバオ | 2008-09  | プリメーラ     | 32       | 5        | 9        | 1        | -        | -        | 0      | 0      | 41   | 6    |
| アスレティック・ビルバオ | 2009-10  | プリメーラ     | 34       | 6        | 1        | 1        | 11       | 2        | 0      | 0      | 46   | 9    |
| アスレティック・ビルバオ | 2010-11  | プリメーラ     | 35       | 4        | 3        | 0        | -        | -        | 0      | 0      | 38   | 4    |
| アスレティック・ビルバオ | 2011-12  | プリメーラ     | 31       | 4        | 9        | 0        | 14       | 0        | 0      | 0      | 54   | 4    |
| アスレティック・ビルバオ | 通算     | 通算           | 201      | 22       | 25       | 2        | 25       | 2        | 0      | 0      | 251  | 26   |
| FCバイエルン・ミュンヘン | 2012-13  | ブンデスリーガ | 27       | 3        | 5        | 0        | 11       | 0        | 0      | 0      | 43   | 3    |
| FCバイエルン・ミュンヘン | 2013-14  | ブンデスリーガ | 18       | 0        | 5        | 0        | 8        | 0        | 3      | 1      | 34   | 1    |
| FCバイエルン・ミュンヘン | 2014-15  | ブンデスリーガ | 1        | 0        | 0        | 0        | 1        | 0        | 1      | 0      | 3    | 0    |
| FCバイエルン・ミュンヘン | 2015-16  | ブンデスリーガ | 16       | 1        | 3        | 0        | 8        | 0        | 0      | 0      | 27   | 1    |
| FCバイエルン・ミュンヘン | 2016-17  | ブンデスリーガ | 25       | 1        | 4        | 1        | 7        | 0        | 1      | 0      | 37   | 2    |
| FCバイエルン・ミュンヘン | 2017-18  | ブンデスリーガ | 22       | 1        | 4        | 0        | 10       | 1        | 1      | 0      | 37   | 2    |
| FCバイエルン・ミュンヘン | 2018-19  | ブンデスリーガ | 21       | 3        | 5        | 0        | 6        | 1        | 1      | 0      | 33   | 4    |
| FCバイエルン・ミュンヘン | 2019-20  | ブンデスリーガ | 16       | 0        | 1        | 0        | 7        | 0        | 0      | 0      | 24   | 0    |
| FCバイエルン・ミュンヘン | 2020-21  | ブンデスリーガ | 19       | 0        | 1        | 0        | 8        | 0        | 2      | 1      | 30   | 1    |
| FCバイエルン・ミュンヘン | 通算     | 通算           | 165      | 9        | 28       | 1        | 66       | 2        | 9      | 2      | 268  | 14   |
| 総通算                   | 総通算   | 総通算         | 398      | 34       | 53       | 3        | 91       | 4        | 9      | 2      | 552  | 43   |

## 代表歴

### 出場大会
- スペイン代表
  - 2010 FIFAワールドカップ
  - 2014 FIFAワールドカップ

### 試合数
- 国際Aマッチ 18試合 0得点（2010年-2014年）[24]

| スペイン代表 | 国際Aマッチ | 国際Aマッチ |
| 年           | 出場        | 得点        |
| ------------ | ----------- | ----------- |
| 2010         | 3           | 0           |
| 2011         | 4           | 0           |
| 2012         | 2           | 0           |
| 2013         | 5           | 0           |
| 2014         | 4           | 0           |
| 通算         | 18          | 0           |

## タイトル

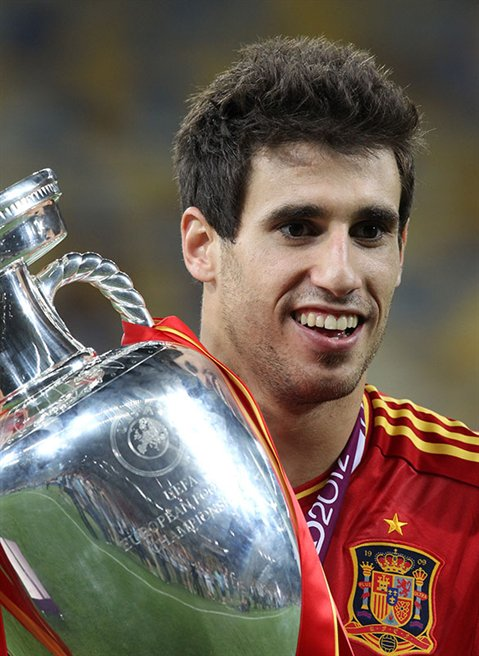
EURO 2012優勝杯を掲げるマルティネス

### クラブ
FCバイエルン・ミュンヘン
- FIFAクラブワールドカップ：1回 (2013)
- UEFAチャンピオンズリーグ：2回 (2012-13, 2019-20)
- UEFAスーパーカップ：2回 (2013, 2020)
- ブンデスリーガ：8回 (2012-13, 2013-14, 2014-15, 2015-16, 2016-17, 2017-18, 2018-19, 2019-20)
- DFBポカール：5回 (2012-13, 2013-14, 2015-16, 2018-19, 2019-20)
- DFLスーパーカップ：4回 (2016, 2017, 2018, 2020)

### 代表
U-19スペイン代表
- UEFA U-19欧州選手権：1回 (2007)

U-21スペイン代表
- UEFA U-21欧州選手権：1回 (2011)

スペイン代表
- FIFAワールドカップ：1回 (2010)
- UEFA欧州選手権：1回 (2012)

### 個人
- ドン・バロン・アワード ブレイクスルー選手：1回 (2010)